# Paradrina muricolor
Paradrina muricolor là một loài bướm đêm trong họ Noctuidae.